# Кріс Кіллен
Крістофер Джон «Кріс» Кіллен (англ. Christopher John «Chris» Killen, нар.8 жовтня 1981, Веллінгтон, Нова Зеландія) — новозеландський футболіст, нападник клубу Мідлсбро та  національної збірної Нової Зеландії.

## Клубна кар'єра
Починав грати у футбол в команді Ронготай коледжу, після закінчення якого був запрошений до молодіжної команди клубу «Мірамар Рейнджерс». В 1998 році Кріс взяв участь у турі студентської збірної Нової Зеландії по Австралії та пройшовши перегляд у Манчестер Сіті, був зарахований до складу молодіжної академії.

## Досягнення
Збірна Нової Зеландії
- Володар Кубка націй ОФК (2): 2002, 2008
- Срібний призер Кубка націй ОФК: 2000
- Бронзовий призер Кубка націй ОФК: 2012

 «Селтік»
- Чемпіон Шотландії (1): 2007/08